# Clarendon (lettertype)
Clarendon is een schreeflettertype oorspronkelijk ontworpen door Robert Besley voor de lettergieterij Thorowgood & Co. (later Fann Street Foundry).
Het lettertype kwam in 1845 uit toen Besley mede-oprichter werd van Thorowgood & Besley.
Het lettertype dankt zijn naam aan de Clarendon Press in Oxford.
Clarendon is ook een verzamelnaam geworden van varianten van vette letters met dezelfde eigenschappen en origine.

## Geschiedenis
Clarendon was oorspronkelijk ontworpen om als een vette letter te worden toegepast in woordenboeken, romans en naslagwerken.
De eerste ontwerpen voor de letters waren rond 1840 voor houtsnedes vervaardigd.
Omdat het lettertype sinds zijn bestaan al goed aansloeg werd het onder het "Britain's Ornamental Designs Act" gepatenteerd.
Clarendon staat bekend als eerste geregistreerde lettertype.
Echter dit verliep al na drie jaar, waarna andere lettergieterijen het kopieerden en spoedig produceerden.
Sindsdien zijn er aanpassingen gedaan: de schreven zijn verzwaard en begon te lijken op de egyptienne.
Toch valt Clarendon niet geheel onder de egyptiennes, want bijvoorbeeld de 'a', 'e', 'g' en 't' en de hoofdletter 'R' hebben de vormen van de romein. Dit is een karakteristiek van de vroege Engelse egyptiennes.
Later bracht lettergieterij Stephenson Blake de Clarendon ook op de markt onder de naam "Consort" en werd in de 50'er jaren van de vorige eeuw uitgebreid met een vettere variant en een cursief.
De originele matrijzen en stempels waren lange tijd bewaard gebleven bij Stephenson Blake en liggen tegenwoordig in het Type Museum in Londen.
In 1935 werd het lettertype ook door Monotype onder handen genomen en opnieuw uitgebracht.
Ontwerpers Herman Eidenbenz en Edouard Hoffmann sneden een Clarendon volgens Besleys originelen.
Bij American Type Founders ontwierp Freeman Craw de variant "Craw Clarendon" en kwam uit in 1955.
De lettertypefamilie bestond uit een extra light, bold en condensed set.
Konrad F. Bauer en Walter Baum bogen zich over de Clarendon en brachten het hiervan afgeleide lettertype Volta uit.
Lettertype Egizio uit 1958 van Aldo Novarese is gebaseerd op Clarendon, alsmede de Belizio van David Berlow in 1998.

## Toepassing
Clarendon wordt tot op heden veel gebruikt op reclameposters.
Ook op posters voor gezochte personen in het Amerikaanse westen prijkte de Clarendon.
Het werd toegepast door de Duitse regering tijdens de Eerste Wereldoorlog.